# 20 tháng 12
Ngày 20 tháng 12 là ngày thứ 354 (355 trong năm nhuận) trong lịch Gregory. Còn 11 ngày trong năm.

## Sự kiện
- 403 – Tấn An Đế sai người dâng tỉ thiện vị cho Sở vương Hoàn Huyền, kết thúc triều Đông Tấn, tức ngày Canh Thìn (20) tháng 11 năm Quý Mão.
- 933 – Tống vương Lý Tòng Hậu trở thành hoàng đế của Hậu Đường, ngày Tân Sửu (29) tháng 11 năm Quý Tị.
- 1803 – Thương vụ mua vùng đất Louisiana hoàn thành trong một buổi lễ tại New Orleans.
- 1860 – Nam Carolina trở thành bang đầu tiên trong số 11 bang duy trì chế độ nô lệ ly khai khỏi Hoa Kỳ.
- 1917 – Ủy ban Đặc biệt toàn Nga (Cheka), cơ quan mật vụ của nước Nga Xô Viết, được thành lập.
- 1946 – Đài Tiếng nói Việt Nam phát đi Lời kêu gọi toàn quốc kháng chiến của Chủ tịch Hồ Chí Minh.
- 1955 – Cardiff được tuyên bố là thủ đô của Wales, Anh Quốc.
- 1960 – Mặt trận Dân tộc Giải phóng miền Nam Việt Nam được thành lập.
- 1963 – Chính phủ Việt Nam Cộng hòa thành lập tỉnh Gò Công.
- 1971 – Zulfikar Ali Bhutto trở thành tổng thống thứ tư của Pakistan.
- 1977 – Djibouti và Việt Nam gia nhập Liên Hợp Quốc.
- 1987 – Phà chở khách MV Doña Paz bị đắm sau khi va chạm với một tàu chở dầu tại eo biển Tablas, Philippines, khiến khoảng 4.000 người thiệt mạng.
- 1989 – Hoa Kỳ đưa quân vào Panama nhằm lập đổ chính phủ của Tổng thống Manuel Noriega.
- 1991 – Paul Keating tuyên thệ nhậm chức thủ tướng thứ 24 của Úc sau khi đánh bại Bob Hawke trong cuộc bỏ phiếu bầu lãnh đạo Đảng Lao động Úc.
- 1994 – Khánh thành Nhà máy thủy điện Hòa Bình tại Việt Nam.
- 1995 – NATO bắt đầu sứ mạnh gìn giữ hòa bình tại Bosna và Hercegovina.
- 1999 – Bồ Đào Nha chuyển giao chủ quyền Ma Cao cho Trung Quốc.
- 2020 - Phạm Nhật Vượng của Tập đoàn Vingroup tuyên bố thành lập giải thưởng khoa học và công nghệ quốc tế hàng năm VinFuture

## Sinh
- 1820 – Julius Heinrich von Boehn, tướng lĩnh người Đức (s. 1893)
- 1890 – Jaroslav Heyrovský, nhà hóa học người Séc, đoạt giải Nobel (m. 1967)
- 1894 – Robert Menzies, chính trị gia người Úc, thủ tướng thứ 12 của Úc (m. 1978)
- 1915 – Aziz Nesin, tác giả người Thổ Nhĩ Kỳ (m. 1995)
- 1920 - Bùi Văn Nhu, Chuẩn tướng Cảnh sát Quốc gia Việt Nam Cộng hòa (Mất 1984)
- 1924 – Nguyễn Đình Thi, nhà thơ người Việt Nam (m. 2003)
- 1927 – Kim Young-sam, chính trị gia người Hàn Quốc, tổng thống thứ 7 của Hàn Quốc
- 1940 – Đa Minh Mai Thanh Lương, linh mục người Việt-Mỹ
- 1956 – Mohamed Ould Abdel Aziz, tướng lĩnh và chính trị gia người Mauritania, Tổng thống Mauritania
- 1958 – Nguyễn Thị Quyết Tâm, chính trị gia người Việt Nam
- 1960 – Kim Ki Duk, đạo diễn người Hàn Quốc
- 1963 – Elena, Công chúa Tây Ban Nha
- 1976 – Lý Ngọc, diễn viên người Trung Quốc
- 1978 – Geremi Njitap, cầu thủ bóng đá người Cameroon
- 1980 – Ashley Cole, cầu thủ bóng đá người Anh
- 1980 – Martín Demichelis, cầu thủ bóng đá người Argentina
- 1982 – David Cook, ca sĩ-người viết ca khúc, tay chơi guitar người Mỹ
- 1983 – Lara Stone, người mẫu người Hà Lan
- 1988 – Aso Nozomi, diễn viên khiêu dâm người Nhật Bản
- 1990 – Joanna Noëlle Blagden Levesque, nghệ danh JoJo, ca sĩ-người viết ca khúc và diễn viên người Mỹ
- 1991 – Jorginho, cầu thủ bóng đá người Ý
- 1995 – Feliks Zemdegs, vận động viên rubik người Úc
- 1998 – Kylian Mbappé, cầu thủ bóng đá người Pháp
- 1998 - Vương Hạc Đệ, diễn viên,ca sĩ, người mẫu người Trung Quốc

## Mất
- 217 – Giáo hoàng Đêphyrinô
- 1355 – Stefan Dushan, "quốc vương của người Serbia và người Hy Lạp" (m. 1308)
- 1590 – Ambroise Paré, thầy thuốc người Pháp (s. 1510)
- 1722 – Ái Tân Giác La Huyền Diệp, tức Khang Hy Đế, hoàng đế của triều Thanh, tức 13 tháng 11 năm Nhâm Dần (s. 1654)
- 1729 – Trịnh Cương, vị chúa thứ năm của vương tộc Trịnh cầm quyền ở miền bắc Đại Việt thời Lê Trung Hưng (s. 1686)
- 1873 – Nguyễn Tri Phương, danh tướng nhà Nguyễn Việt Nam, tức 1 tháng 11 năm Quý Dậu (s. 1800)
- 1921 – Hans Hartwig von Beseler, tướng người Đức (s. 1850)
- 1921 – Julius Richard Petri, nhà vi khuẩn học người Đức (s. 1852)
- 1929 – Émile Loubet, chính trị gia người Pháp, tổng thống thứ 8 của Pháp (s. 1838)
- 1937 – Erich Ludendorff, tướng người Đức (s. 1865)
- 1941 – Igor Severyanin, nhà thơ người Nga (s. 1887)
- 1954 – James Hilton, tác gia người Anh (s. 1900)
- 1954 – Phạm Viết Muôn, chính trị gia người Việt Nam
- 1961 – Earle Page, chính trị gia người Úc, thủ tướng thứ 11 của Úc (s. 1880)
- 1968 – John Steinbeck, nhà văn, giải thưởng Nobel người Mỹ (s. 1902)
- 1968 – Max Brod, tác gia, nhà soạn nhạc, nhà báo người Do Thái sinh tại Áo-Hung, sau trở thành người Israel (s. 1884)
- 1971 – Suzuki Shigeyoshi, cầu thủ bóng đá người Nhật Bản (s. 1902)
- 1982 – Arthur Rubinstein, nghệ sĩ dương cầm người Ba Lan (s. 1887)
- 1990 – Trần Văn Đỗ, chính trị gia người Việt Nam (s. 1903)
- 1996 – Carl Sagan, nhà thiên văn, nhà văn người Mỹ (s. 1934)
- 2009 – Brittany Murphy, diễn viên người Mỹ (s. 1977)
- 2012 – Duy Quang, ca sĩ và nhạc sĩ người Việt Nam-Mỹ (s. 1950)
- 2013 – Việt Dzũng, ca sĩ và nhạc sĩ người Việt Nam-Mỹ (s. 1958)

## Ngày lễ và kỷ niệm
- Ngày Quốc tế Đoàn kết Nhân loại (International Human Solidarity Day)